# Валениј Лапушулуј (Марамуреш)
Валениј Лапушулуј (рум. Vălenii Lăpușului) насеље је у Румунији у округу Марамуреш у општини Коројени. Oпштина се налази на надморској висини од 374 m.

## Становништво
Према подацима из 2002. године у насељу је живело 866 становника.

### Попис2002.
| Расподела становништва по националности 2002.‍ | Расподела становништва по националности 2002.‍ | Расподела становништва по националности 2002.‍ | Расподела становништва по националности 2002.‍ | Расподела становништва по националности 2002.‍ |
| --------------------------------------------- | --------------------------------------------- | --------------------------------------------- | --------------------------------------------- | --------------------------------------------- |
|                                               |                                               |                                               |                                               |                                               |
| Румуни                                        | Румуни                                        |                                               | 533                                           | 61,5%                                         |
| Роми                                          | Роми                                          |                                               | 333                                           | 38,5%                                         |